# حمله هوایی ژوئن ۲۰۲۱ آمریکا به سوریه
در ۲۸ ژوئن ۲۰۲۱ (۷ تیر ۱۴۰۰)، رئیس جمهور ایالات متحده آمریکا جو بایدن، دستور حملات هوایی علیه گروه‌های شبه نظامی تحت حمایت جمهوری اسلامی ایران در نزدیکی مرز سوریه و عراق را صادر کرد. این حمله هوایی که با هواپیماهای جنگنده اف-۱۵ئی و اف-۱۶ انجام شد را می‌توان یک اقدام تلافی‌جویانه علیه گروه‌های شبه نظامی که در عراق به تأسیسات و پرسنل آمریکا حمله کرده بودند، دانست. ارتش آمریکا در بیانیه‌ای اعلام کرد که در این حمله یک مقر عملیاتی و یک انبار ذخیره‌سازی سلاح در سوریه مورد هدف قرار گرفتند. علیرغم اینکه ایالات متحده اطلاعاتی در مورد تلفات این حمله ارائه نداد، دیدبان حقوق بشر سوریه اعلام کرد که حداقل ۹ جنگجوی شبه نظامی عراقی تحت حمایت ایران کشته و تعداد زیادی زخمی شده‌اند. گروه‌های شبه‌نظامی عراقی همسو با ایران در بیانیه‌ای نام چهار عضو گروه کتائب سید الشهداء را نام بردند و اعلام کردند که این چهار نفر در جریان این حمله به مرز سوریه و عراق کشته شده‌اند.

## واکنش‌ها
نخست‌وزیر عراق مصطفی الکاظمی، این حمله هوایی را به عنوان «نقض آشکار و غیرقابل قبول حاکمیت و امنیت ملی عراق» محکوم کرد. در همین حین، خبرگزاری دولتی سوریه (SANA) گزارش داد که حمله موشکی هوایی بعد از نیمه شب به منازل مسکونی در حومه البوکمال، احتمالاً توسط هواپیماهای جنگی آمریکایی بوده که منجر به کشته شدن یک کودک و زخمی شدن سه غیرنظامی شده است.

## پیامدها
ساعاتی بعد از حملات آمریکا در مرز سوریه و عراق، نیروهای آمریکایی در سوریه مورد حمله قرار گرفتند. شبه نظامیان طرفدار ایران در پاسخ به این حملات هوایی آمریکا، پایگاه آمریکایی مستقر در میدان نفتی العمر در سوریه را موشک باران کردند. نیروهای آمریکا و هم‌پیمانانش نیز، با شلیک سنگین توپخانه به مواضع شبه نظامیان تحت حمایت ایران در اطراف میادین به این حمله پاسخ دادند. سخنگوی یکی از یگان‌های عملیات‌های عمده برون‌مرزی ارتش آمریکا (OIR)، سرهنگ وین ماروتو اعلام کرد که در جریان این حملات، به نیروهای امریکا آسیبی نرسیده است.